# Lichtenburg
Lichtenburg foi um campo de concentração existente dentro de um castelo da Renascença em Prettin, no leste da Alemanha. Assim como o campo de Sachsenburg, ele foi um dos primeiros a serem criados pelos nazistas e foi operado pela SS entre 1933 e 1939, período em que abrigou mais de 2000 prisioneiros.
Entre outros prisioneiros, o castelo recebeu a judia e comunista alemã Olga Benário Prestes, antes desta ser enviada para a escravidão em Ravensbruck e extermínio na câmara de gás em Bernburg.
Apenas em 2006 começaram a ser conhecidos maiores detalhes sobre o funcionamento do campo, liberados pelo International Tracing Service, sobre o qual ainda não existem muitas informações detalhadas.
Atualmente, o castelo foi transformado num museu regional e exibe uma mostra sobre o uso de Lichtenburg como campo de prisioneiros durante o regime nazista.

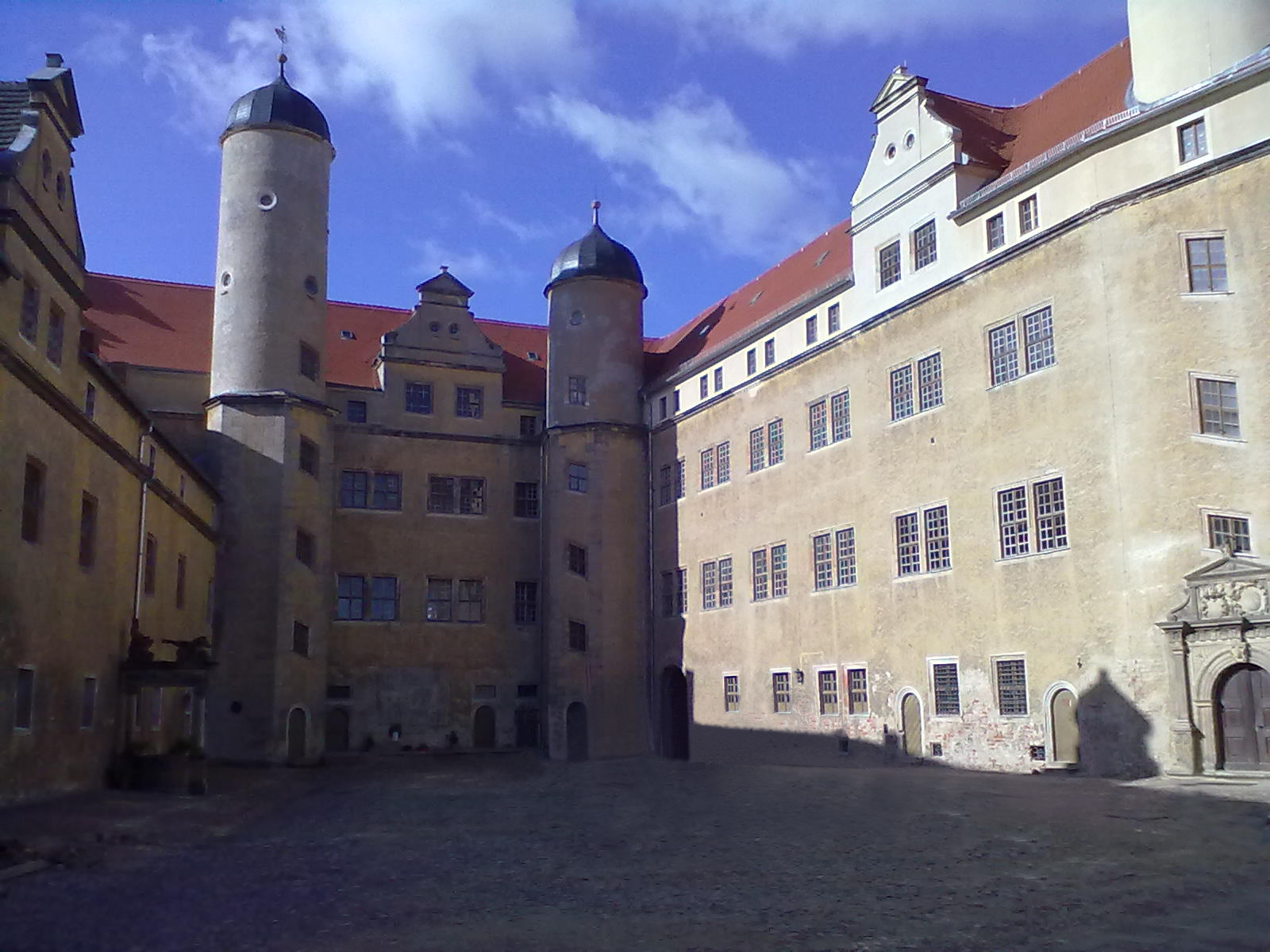
Castelo onde ficava o antigo campo de concentração

Mapa com a localização do campo de Lichtenburg